# Keglevich István (intendáns)
Buzini gróf Keglevich István (Bécs, 1840. december 18. – Budapest, 1905. május 29.) magyar császári és királyi kamarás, az Országgyűlés Főrendiházának tagja. Az állami színházakat felügyelő intendáns. Lánczy Margit édesapja.

## Élete
Gróf Keglevich János Nepomuk (1786-1856) főudvarmester és gróf Creneville-Folliot Viktória Eugénia (1816-1900) fia. Tanulmányai végeztével 1857-ben a katonai pályára lépett és a főhadnagyiságig vitte a 11. sz. dzsidás ezrednél. Az olasz hadjárat után a hadseregből kilépett. 1860. szeptember 29-én Pozsonyban feleségül vette Esterházy Angelikát (1842-1921). Ebből a házasságból született fiuk, Keglevich Imre (1862-1895). Keglevich István 1861-ben a főrendiház korjegyzője volt. 1865-ben mint országgyűlési képviselő a konzervatív párthoz tartozott. 1867-ben lemondott mandátumáról és ettől kezdve a gazdasági téren működött.
1880-ban a Bars vármegyei gazdasági egylet élére állva nagy tevékenységet fejtett ki a hitelszövetkezetek érdekében; felállította továbbá a zsitvaújfalusi földmíves-iskolát és a jótékonyság terén is buzgólkodott, 20 000 forinttal járulván az aranyosmaróti kórház alapításához, 6000 forintot adott a kisdedóvó céljaira. 1883-ban a magyar bortermelők országos szövetkezetének létrehozásán fáradozott; e vállalkozás azonban nem sikerült. Az országos gazdasági egyesületben és a szesztermelők országos egyesületében szintén tevékenységet fejtett ki.
Politikai szereplésének fonalát a főrendiházban vette fel ismét, midőn a keresztyén-zsidó házassági törvényjavaslat mellett tartott beszédével nagy feltűnést keltett. 1884-ben az aranyosmaróti kerületben választatott meg pártonkívüli programmal és csakhamar a Szabadelvű Párthoz csatlakozott. 1885 elején a Magyar Királyi Operaház és a Nemzeti Színház intendánsa lett. Mandátumáról ekkor lemondott, de újra megválasztatott. 1887 vége felé intendánsi állásáról mondott le. A főrendiházi tagsághoz való jogát, a vagyoni cenzus alapján elvesztette, I. Ferenc József magyar király azonban élethossziglani taggá nevezte ki. Elnöklete alatt jött létre a magyar Vígszínház Részvénytársaság. 1898-ban újból az Operaház és a Nemzeti Színház intendánsa lett, azonban amikor az együttesekkel, a vezetőkkel és a színészekkel konfliktusba került, 1902-ben megint lemondott. Két törvénytelen gyermeke (Tibor és Margit) született Lánczky Ilkától.
1905. május 29-én Hentz Károly néppárti képviselővel vívott kardpárbajban vesztette életét. Sírja kívánságának megfelelően Bódvarákón található, ahol 1905. május 31-én helyezték örök nyugalomra.

## Írásai
Cikkei a Borászati Lapokban (1881-84.), a Nemzetben (1886. 319. sz. Az operaház válságáról, 1893. 241. sz. Munkácsy Árpádja); a Magyar Salonban (1891. A Magyar vígszínház, Munka és haladás, 1892. Duse Eleonora, A porczellángyártás felfedezése Európában, 1892. Az újkor legkiválóbb színésznői, A színpadi öltözék); a Pesti Hirlapban (1891. 221., 223. szám mentelmi jog és párbaj, 227. szám Párbaj és a társadalom, 268. szám Az előadó művészet Magyarországon); a Pester Lloydnak is munkatársa volt.

## Munkái
- A magyar mezőgazdasági szövetkezetek kérdése és nézetek annak megoldására vezetendő rendszer fölött. Emlékirat az országos gazdasági egyesület szövetkezeti osztályához. Budapest, 1882.
- Über Vereinsthätigkeit auf dem Gebiete der Landwirthschaft. II. Bericht an den Landes-Agrikultur-Verein über landwirthschaftliches Verbandwesen. Budapest, 1882.
- Felhívás Magyarország szőlőbirtokosaihoz egy országos borászati szövetkezet létesítése tárgyában. Intézi az országos m. gazdasági egyesület megbízásából. Budapest, 1882.
- Keglevich István gróf jelentése a magyar bortermelés érdekében Francziaországban tett utazásának eredményéről. Budapest, 1882.
- A magyar bortermelők országos szövetkezete miként fog működni? Budapest, 1883. (Különnyomat a Magyar Földből.)
- Szőlőink átalakítása. Budapest, 1883.
- Javaslat a gazdasági egyletek szervezete és munkaterve tárgyában. Budapest, 1884.
- Keglevich István gróf véleménye az operáról. Budapest, 1887.
- Műiparunk és a lakberendezések tárlata 1892-ben. Budapest, 1891. (Különnyomat a Pesti Hirlapból.)

Országgyűlési beszédei (1865-68.) a Naplókban vannak.